# 1970年アジア競技大会におけるバスケットボール競技
1970年アジア競技大会におけるバスケットボール競技（1970ねんアジアきょうぎたいかいにおけるバスケットボールきょうぎ）は男子のみ開催された。

## 最終結果
| 順位 | 国           |
| ---- | ------------ |
| 金   | 韓国         |
| 銀   | イスラエル   |
| 銅   | 日本         |
| 4    | 中華民国     |
| 5    | フィリピン   |
| 6    | インド       |
| 7    | イラン       |
| 8    | タイ         |
| 9    | マレーシア   |
| 10   | シンガポール |
| 11   | ベトナム     |
| 12   | 香港         |